# William Hugh Woodin
William Hugh Woodin (Tucson, 23 de abril de 1955) é um matemático estadunidense.
Especialista em teoria dos conjuntos é professor da Universidade Harvard. Um tipo de grande cardinal, o cardinal Woodin, leva seu nome.

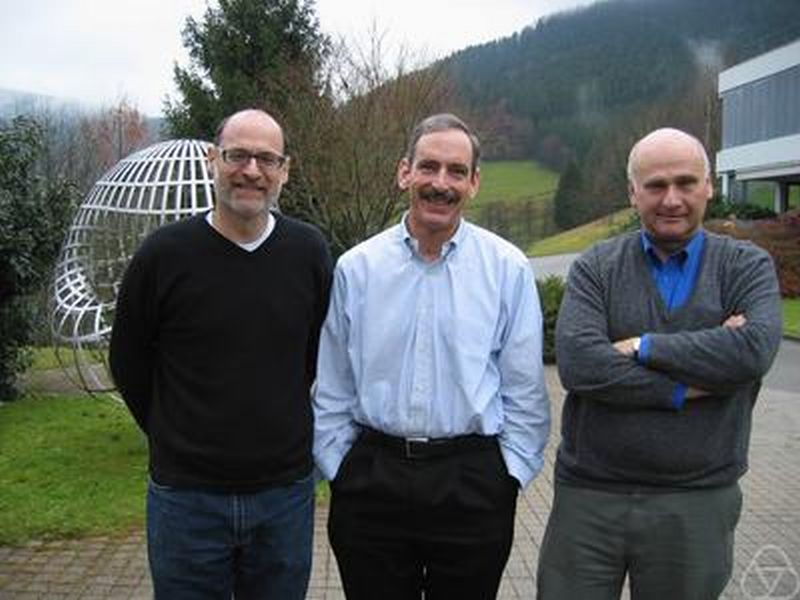
Sy Friedman (esquerda), Hugh Woodin, Menachem Magidor (direita), Instituto de Pesquisas Matemáticas de Oberwolfach 2005

## Biografia
Nascido em Tucson, Arizona, obteve um Ph.D. em 1984 na Universidade da Califórnia em Berkeley, orientado por Robert Martin Solovay, com a tese Discontinuous Homomorphisms of C(Omega) and Set Theory. Foi chairman do Departamento de Matemática da Universidade da Califórnia em Berkeley, no ano acadêmico de 2002-2003.
Woodin foi eleito fellow da Academia de Artes e Ciências dos Estados Unidos em 2000.
É bisneto de William Hartman Woodin, Secretário do Tesouro dos Estados Unidos.
Foi palestrante convidado do Congresso Internacional de Matemáticos em Hyderabad (2010: Strong axioms of infinity and the search for V).